# Zottiger Violett-Milchling
Der Zottige Violett-Milchling (Lactarius repraesentaneus) ist eine Pilzart aus der Familie der Täublingsverwandten (Russulaceae). Es ist ein großer, gelber Milchling, dessen wässrig weiße Milch sich an der Luft violett verfärbt und dessen schmierig-klebriger Hut am Rand zottig behaart ist. Der Stiel ist oft grubig gefleckt, sodass der Pilz stark an den Grubigen Milchling (Lactarius scrobiculatus) erinnert. Der ungenießbare Milchling erscheint von Ende Juli bis Oktober in sauren, mehr oder weniger feuchten Fichtenwäldern bei Fichten oder Birken. Er wird auch Violettmilchender Zotten-Milchling oder Violettmilchender Zottenreizker genannt.

## Merkmale

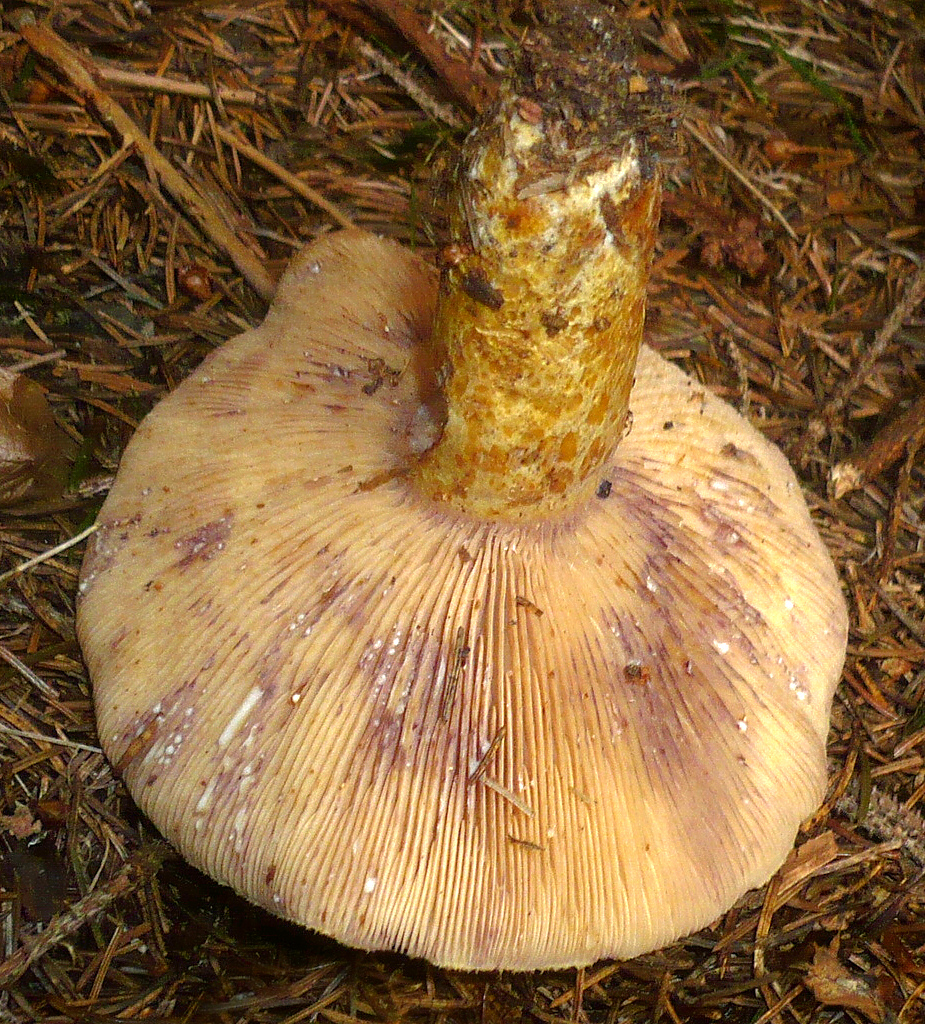
Blick auf die Hutunterseite mit den Lamellen eines betagteren Exemplars

### Makroskopische Merkmale
Der Hut ist 5–10(15) cm breit, jung fast halbkugelig, dann gewölbt bis abgeflacht und teilweise in der Mitte niedergedrückt und hat oft einen zentralen, flachen und stumpfen Buckel. Im Alter ist der Hut auch flach trichterförmig vertieft. Die Oberfläche ist zuerst eingewachsen faserig, später angedrückt schuppig und feucht schmierig-klebrig und glänzend. Trocken ist die Oberfläche matt. Der Hut ist hellgelb bis goldgelb gefärbt, der Rand bleibt lange eingebogen und ist zottig-filzig behaart. Der ganze Pilz kann sich an Druckstellen etwas violettlich verfärben.
Die eng stehenden Lamellen sind jung cremeweißlich und später blassgelb, auch sie verfärben sich bei einer Verletzung violett. Sie sind breit am Stiel angewachsen oder laufen etwas herab, einige sind gegabelt. Die Lamellenschneiden sind glatt.
Der zylindrische bis bauchige Stiel ist 5–8(–12,5) cm lang und 1,2–3 cm breit. Die Basis ist manchmal etwas verjüngt. Die Oberfläche ist auf cremefarbenem bis hellgelbem Grund mit unregelmäßig verteilten, dunkleren, grubigen Flecken übersät, das Stielinnere neigt dazu, schnell hohl zu werden. Bei feuchter Witterung ist der Stiel sehr schmierig und scheidet bisweilen Wassertropfen aus.
Das weißliche bis blassgelbe, feste Fleisch verfärbt sich im Schnitt langsam lila bis violett. Es riecht angenehm würzig oder blütenartig und schmeckt zuerst mild und dann bitterlich bis schärflich. Die weiße bis wässrige, reichlich fließende Milch verfärbt sich nur in Verbindung mit dem Fleisch lila bis violett. Sie schmeckt mild und dann unangenehm harzig-herb.

### Mikroskopische Merkmale
Die fast runden bis breitelliptischen Sporen sind durchschnittlich 9,5–9,8 µm lang und 7,5–7,8 µm breit. Der Q-Wert (Quotient aus Sporenlänge und -breite) ist 1,2–1,4. Das Sporenornament ist bis 0,5(–0,7) µm hoch und besteht aus vielen Warzen sowie ziemlich breiten Rippen, die mehrheitlich netzartig zu einem unvollständigen bis fast vollständigen Netz verbunden sind. Isoliert stehende Warzen sind oft gratig verlängert, der Hilarfleck ist inamyloid.
Die ziemlich keuligen, meist vier-, seltener zweisporigen Basidien sind 50–65 µm lang und 10–13 µm breit. Die Lamellenschneiden sind steril und sehr zahlreich mit spindeligen bis pfriemförmigen Cheilomakrozystiden besetzt, die 45–110 µm lang und 8–10 µm breit sind. Sie haben am oberen Ende eine kurze, aufgesetzte Spitze oder sind perlenkettenartig eingeschnürt. Die spindeligen Pleuromakrozystiden sind 80–110(–130) µm lang und 10–12 µm breit und sehr spärlich bis zahlreich.
Die Huthaut (Pileipellis) ist eine 100–150 µm dicke Ixocutis oder ein Ixotrichoderm und besteht aus parallel liegenden und aufsteigenden, 2–5 µm breiten Hyphen, darunter findet man parallel liegende 4,5–6 µm breite Hyphen. Die Zellwände der oft leicht angeschwollenen Hyphenenden können mitunter leicht verdickt sein.

## Artabgrenzung
Der Zottige Violett-Milchling ist eine recht leicht zu erkennende Art. Von seinem Erscheinungsbild her sieht dem Grubigen Milchling (Lactarius scrobiculatus) recht ähnlich. Durch die sich violett verfärbende, fast milde Milch, die hellere, lebhaftere Hutfarbe, die längeren Randzotten und den Standort können die beiden Arten aber leicht unterschieden werden. Außerdem sind die Hüte junger Fruchtkörper häufig gebuckelt und die Stiele schlanker.
Von den anderen Milchlingen mit violett verfärbender Milch unterscheidet er sich durch seine Größe, den gelb gefärbten Hut und den grubig fleckigen Stiel.

## Ökologie
Der Zottige Violett-Milchling ist ein Mykorrhizapilz, der vorwiegend mit Fichten eine Symbiose eingeht, vereinzelt kommen auch Birken als Wirt infrage. Dem Wirt folgend findet man den Milchling meist in Fichten-Tannen- und Fichtenwäldern sowie in den entsprechenden Fichtenforsten. Der Milchling mag frische bis feuchte, saure und kalkfreie, nährstoffarme Böden. Man findet ihn nicht selten auf anmoorigen oder podsolierten Sand- und Rohhumusböden.
Die Fruchtkörper erscheinen im Hügel- und Bergland von Ende Juli bis Mitte Oktober.

## Verbreitung

Verbreitung des Zottigen Violett-Milchlings in Europa. Grün eingefärbt sind Länder, in denen der Milchling nachgewiesen wurde. Grau dargestellt sind Länder ohne Quellen oder Länder außerhalb Europas.

Der holarktisch verbreitete Milchling wurde in Nordasien (Nord- und Ostsibirien, Japan und Südkorea), in Nordamerika (östliche USA und Kanada), auf Grönland, in Nordafrika und in Europa nachgewiesen. In Europa zeigt die Art eine temperate bis boreale, teilweise auch subarktische bis alpine Verbreitung. Der Milchling kommt selten in Schottland vor und fehlt ansonsten in Großbritannien und Irland. Auch in den Beneluxstaaten ist der Milchling extrem selten oder fehlt ganz. In Mitteleuropa ist die Art selten bis sehr selten, kommt aber in Norditalien, im östlichen Frankreich, der Schweiz, Österreich, der Slowakei, Polen, Ungarn und Deutschland vor. In Nordeuropa findet man den Milchling in ganz Fennoskandinavien recht häufig. Sein Verbreitungsgebiet reicht in Schweden nordwärts bis ins arktisch-alpine Lappland und in Norwegen bis zum Nordkap. Außerdem kommt der Pilz auf den Hebriden und auf Spitzbergen vor. In Estland ist der Milchling ziemlich selten.
In Deutschland ist der Milchling von der Meeresküste bis in die Alpen hinein weit, aber sehr unregelmäßig gestreut verbreitet. Lediglich aus Sachsen scheint es keine Nachweise zu geben. Die Art ist stark rückläufig und besonders durch Grundwasserabsenkung, Drainagen und das Kalken und Düngen der Waldböden gefährdet. Auch in der Schweiz und Österreich ist der Pilz selten.

## Systematik
Der Zottige Violett-Milchling wurde 1885 von Max Britzelmayr beschrieben. Die Art ist synonym zu Lactarius scrobiculatus var. repraesentaneus (Britzelmayr) Killermann (1933) und der durch Lindblad 1855 beschriebenen Varietät Lactarius scrobiculatus var. violascens.
Infragenerische Systematik
Der Zottige Violett-Milchling wird von M. Basso und Heilmann-Clausen in die Untersektion Aspideini gestellt, die ihrerseits in der Sektion Uvidi steht. Die Vertreter der Untersektion haben mehr oder weniger schmierig-klebrige bis schleimige Hüte, die cremefarben bis gelblich gefärbt sind. Die weißliche Milch verfärbt das Fleisch lila oder violett.

## Bedeutung
Aufgrund des bitterlichen bis schärflichen Geschmacks gilt der Milchling als ungenießbar.